# لفظ منقول
اللفظ المنقول هو: ما كان مشتركا بين المعاني وترك استعماله في المعنى الأول ويسمى به لنقله من المعنى الأول.
والناقل إما الشرع فيكون منقولا شرعيا، كالصلاة والصوم فإنهما في اللغة للدعاء ومطلق الإمساك ثم نقلهما الشرع إلى الأركان المخصوصة والإمساك المخصوص مع النية، وإما غير الشرع وهو إما العرف العام فهو المنقول العرفي ويسمى حقيقة عرفية، كالدابة فإنها في أصل اللغة لكل ما يدب على الأرض ثم نقله العرف العام إلى ذات القوائم الأربع من الخيل والبغال والحمير، أو العرف الخاص ويسمى منقولا اصطلاحيا، كاصطلاح النحاة والنظار، فأما اصطلاح النحاة فكالفعل فإنه كان موضوعا لما صدر عن الفاعل كالأكل والشرب والضرب ثم نقله النحويون إلى كلمة دلت على معنى في نفسها مقترنة بأحد الأزمنة الثلاثة، وأما اصطلاح النظار فكالدوران فإنه في الأصل للحركة في السكك ثم نقله النظار إلى ترتب الأثر على ما له صلوح العلية كالدخان فإنه أثر يترتب على النار وهي تصلح أن تكون علة للدخان.
وإن لم يترك معناه الأول بل يستعمل فيه أيضا يسمى حقيقة إن استعمل في الأول وهو المنقول عنه ومجازا إن استعمل في الثاني وهو المنقول إليه كالأسد فإنه وضع أولا للحيوان المفترس ثم نقل إلى الرجل الشجاع لعلاقة بينهما وهي الشجاعة.